# 356 Dywizja Piechoty (III Rzesza)
356 Dywizja Piechoty (niem. 356. Infanterie-Division) – niemiecka dywizja z czasów II wojny światowej, sformowana w rejonie Tulonu na mocy rozkazu z 1 maja 1943 roku, poza falą mobilizacyjną przez IX Okręg Wojskowy.

## Struktura organizacyjna
- Struktura organizacyjna w maju 1943 roku:

869., 870. i 871. pułk grenadierów, 356. pułk artylerii, 356. batalion pionierów, 356. oddział rozpoznawczy, 356. oddział przeciwpancerny, 356. oddział łączności, 356. polowy batalion zapasowy;
- Struktura organizacyjna w styczniu 1944 roku:

869., 870. i 871. pułk grenadierów, 356. pułk artylerii, 356. batalion pionierów, 356. dywizyjny batalion fizylierów, 356. oddział przeciwpancerny, 356. oddział łączności, 356. polowy batalion zapasowy;
- Struktura organizacyjna w kwietniu 1945 roku:

Linz, 870. i 871. pułk grenadierów, 356. pułk artylerii, 356. batalion pionierów, 356. dywizyjny batalion fizylierów, 356. oddział przeciwpancerny, 356. oddział łączności, 356. polowy batalion zapasowy;

## Dowódcy dywizji
- Generalleutnant Egon von Neindorff 1 V 1943 – 15 V 1943;
- Generalleutnant Karl Faulenbach 15 V 1943 – X 1944;
- Oberst Kleinhenz X 1944 – II 1945;
- Oberst von Saldern II 1945 – 8 V 1945;